# Colletes nanaeformis
Colletes nanaeformis är en biart som beskrevs av Noskiewicz 1959. Colletes nanaeformis ingår i släktet sidenbin, och familjen korttungebin. Inga underarter finns listade i Catalogue of Life.